# Кама (велосипед)
«Кама» — советский и российский массовый двухколёсный складной велосипед с колёсами диаметром 406 мм, предназначенный для использования в туристических поездках, в городе и за городом, с возможностью перевозки в сложенном состоянии в общественном транспорте — электричках, автобусах, троллейбусах, трамваях, метро, а также в багажнике легкового автомобиля.

## История
Появился в середине 1970-х годов. Производитель велосипедов «Кама» — ТС ВПК (Акционерное общество открытого типа «Велта», ранее назывался ПО «Пермский машиностроительный завод имени Октябрьской революции»)
«Кама» характеризуется удачной конструкцией для складного велосипеда — жёсткой наклонной рамой, простым и удобным замком для складывания/раскладывания, относительно небольшими габаритами в сложенном состоянии. Замок складывания/раскладывания, подседельная труба и стержень руля фиксировались быстродействующими подпружиненными свинчивающимися зажимами, что позволяло очень быстро собрать и сложить велосипед. Регулировке посадки при езде способствовал большой диапазон изменения положения седла по высоте и положения руля как по высоте, так и в горизонтальной плоскости.
В заводской комплектации у «Камы» были в наличии задний багажник с пружинным прижимом, портфель для мелкого инструмента «бардачок», насос для подкачки колёс на кронштейнах за седловой стойкой рамы, брызгозащитные крылья на колёса, защитный щиток цепи и светоотражатели на колёсах. Более поздние модели велосипеда комплектовались передним тормозом. Цена 98 рублей.
Марка «Кама» принадлежит компании «Урал-трейд», которая и производит велосипеды «Кама» по настоящее время (а также велосипеды под марками «Урал», «Фрегат», «Бумер», «BMR», «Скаут»).
Линейка велосипедов «Кама» представлена следующими типами: детские, горные хардтейлы, горные двухподвесы, городские стандартные и городские складные велосипеды для всех возрастов.
В 2023 году стартовало производство велосипедов «Кама» в Перми, визуально приближенных к одноименной советской линейке 70-90-х годов. Бренд принадлежит компании Forward, цена за обновленную линейку городских велосипедов, со слов пресс-службы компании, не будет превышать 10 тысяч рублей.

## Технические характеристики
| Модели                                       | В-815, 113-613                     |
| База, мм                                     | 1000                               |
| Высота рамы, мм                              | 460                                |
| Руль                                         | поворотный, регулируемый по высоте |
| Число зубьев ведущей звёздочки               | 48                                 |
| Число зубьев ведомой звёздочки               | 15                                 |
| Шаг велосипеда                               | 4,9 м                              |
| Размер шин, мм                               | 40 × 406 мм (20″ × 1,75″);         |
| Габариты при сложенном состоянии             | 310 × 770 × 980 мм                 |
| Масса без принадлежностей и оборудования, кг | 14,6                               |